# 프란츠 크사버 볼프강 모차르트
프란츠 크사버 볼프강 모차르트(독일어: Franz Xaver Wolfgang Mozart, 1791년 7월 26일~1844년 7월 29일)는 신성 로마 제국 시대 비엔나 출생인, 오스트리아 제국의 피아니스트이자, 작곡가 겸 지휘자이며, 흔히 '음악의 신동'이라는 별명으로 유명한 작곡가 아마데우스의 막내 아들로도 널리 잘 알려져 있다.
음악가 볼프강 아마데우스 모차르트의 아들이라는 점 때문에, 종종 볼프강 아마데우스 모차르트 2세(독일어: Wolfgang Amadeus Mozart II)라는 별명으로도 알려져 있다. 초기 낭만주의 음악과 후기 고전주의 음악을 대표하는 음악가이기도 하다.

## 생애
신성 로마 제국의 수도였던 빈에서 볼프강 아마데우스 모차르트의 여섯 아이들 중 막내로 태어난 그는 자신보다 손위에 있던 형과 누나들이 차남이었던 형 카를 토마스를 제외하고는 모두 유아기에 사망하여 사실상 차남으로 자랐다. 프란츠 크사퍼가 태어난지 4개월 만에 아버지 볼프강 모차르트가 사망하였고, 카를 토마스와 프란츠 크사퍼 형제의 어머니인 콘스탄체 베버가 덴마크의 외교관인 게오르크 니콜라우스 폰 니센과 재혼하면서 그의 밑에서 자랐다. 프란츠 크사퍼는 친아버지의 재능을 꼭 빼닮았고 덕분에 양아버지와 어머니의 기대를 한 몸에 받으며 다섯 살 때부터 음악활동을 시작하였다. 그는 친아버지와 친했던 음악가인 요제프 하이든과 안토니오 살리에리, 요한 네포무크 훔멜 등을 사사하며 재능을 키워나갔고, 11살에 자신의 첫 작품인 《피아노 4중주곡 G단조 Op.1: 1악장》을 발표하기도 하였다. 이윽고 13세 때인 1805년 4월에 빈에 있는 테아터 안 데어 빈에서 첫 공연을 가졌는데, 당시의 사람들로부터 모차르트가 살아 돌아왔다는 극찬을 받았다. 이로서 유명세를 탄 그는 아버지의 이름을 따서 '볼프강 아마데우스 모차르트 2세'(독일어: Wolfgang Amadeus Mozart II)라는 예명을 사용하며 당시 오스트리아령 폴란드에 속해있던 도시인 리비우를 중심으로 음악교사와 피아니스트, 작곡가로서 왕성히 활동하였다. 1838년에 다시 빈으로 돌아온 그는 친아버지 볼프강 모차르트의 고향인 잘츠부르크로 가서 아버지 모차르트를 기리기 위해 설립한 음악당인 모차르테움의 설립식에서 수석 지휘자로서의 모습을 보여주었다. 1841년부터는 카를스바트(오늘날 체코의 카를로비바리)로 이주해 그곳에서 제자인 에른스트 파우어를 가르쳤다. 1844년에 그곳에서 위암으로 사망하였다. 프란츠 크사퍼는 평생을 독신으로 살았고, 그의 형인 카를 토마스 역시 결혼을 하지 않았으므로 두 형제를 마지막으로 모차르트 가문의 대가 끊겼다. 프란츠 크사퍼는 생전에 훌륭한 음악가로서 상당한 명성을 누렸고 아버지 볼프강 모차르트 못지 않은 성공을 거두었으나, 모차르트의 아들이라는 점에 발목을 잡혀 사후에는 명성이 빛을 바랬다.